# Julia (steenkoolmijn)

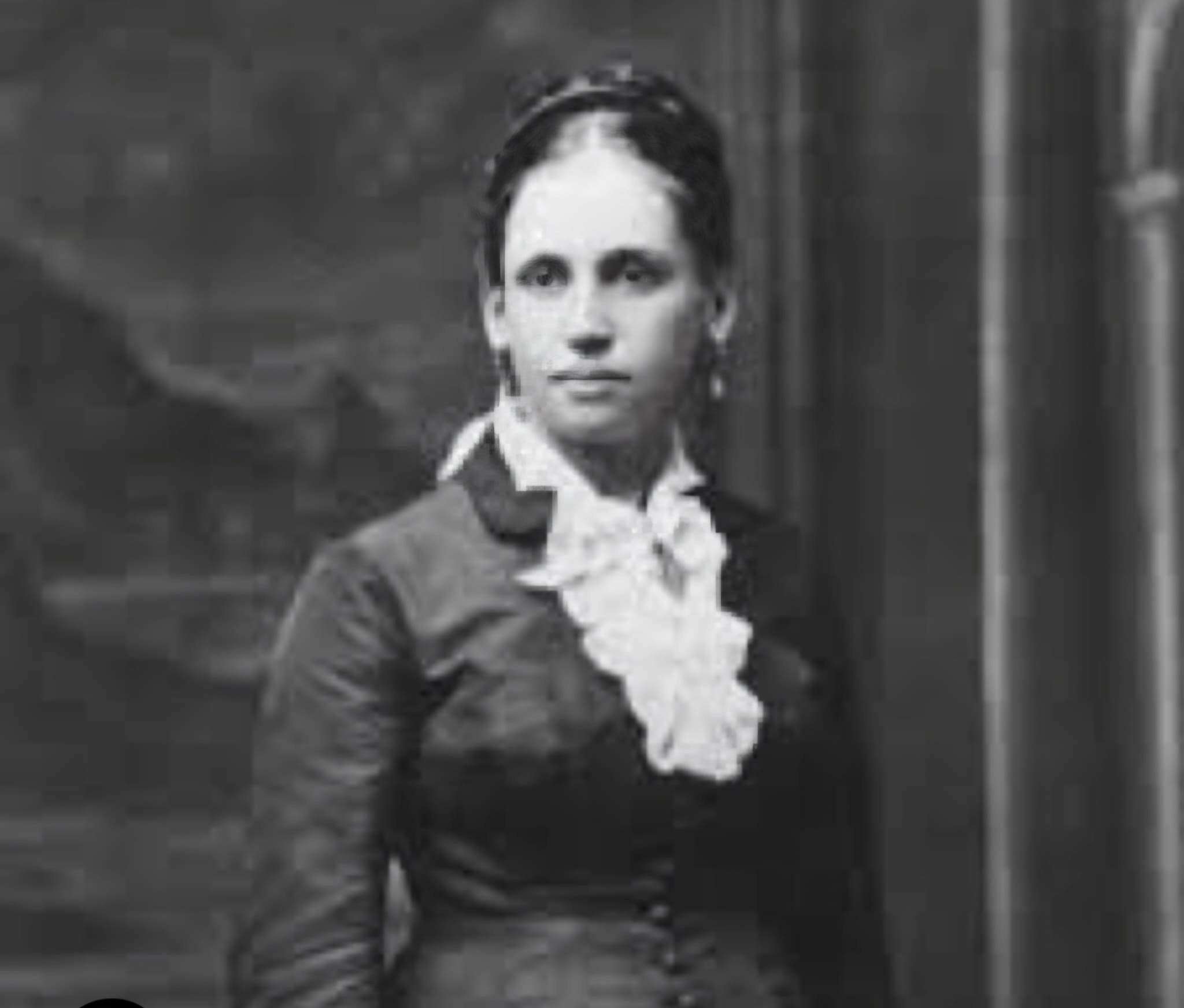
Julie Mottin was de echtgenote van Albert Thys. Aan haar ontleent de mijn Julia haar naam.

De Julia is een voormalige steenkoolmijn in Eygelshoven in de Nederlandse gemeente Kerkrade waar steenkool werd ontgonnen in het Zuid-Limburgs steenkoolbekken.
De mijn behoorde toe aan het Belgische mijnbouwbedrijf Société des Charbonnages Réunis Laura et Vereeniging S.A. (Laura en Vereeniging) en was vernoemd naar Joséphine Henriette Rosalie "Julie" Mottin (1856-1908), de vrouw van de mijneigenaar Albert Thys, die in 1915 overleed. 
De bouw werd in 1921 gestart, in 1926 kwamen de eerste kolen boven. Het was in die tijd een van de modernste steenkolenmijnen van Europa. In 1952 werd de bestaande concessie uitgebreid met een kolenveld dat zich onder Duitse bodem bevond. Deze concessie met een grootte van 264 ha kreeg de naam 'Vorwarts Erweiterung'. De gewonnen steenkool bestond voornamelijk uit mager- en esskolen, de totale productie bedroeg 31.963.000 ton.
De Julia beschikte over twee schachten met een doorsnede van 6,50 meter, die 100 meter uit elkaar lagen. Bijzonder was dat beide schachten voorzien waren van liftkooien met twee etages voor vier wagens. Dit was ongebruikelijk: de andere Limburgse mijnen hadden kooien met drie of vier etages voor elk twee wagens. De ondergrondse verdiepingen werden aangelegd op 303, 365 en 540 meter onder het maaiveld.
Van de twee mijnzetels van het bedrijf Laura & Vereeniging werd de Laura als eerste gesloopt. Vanaf 1970 maakten de slopers vrijwel alle bovengrondse gebouwen van deze mijn met de grond gelijk. De overbodige schachten werden definitief afgesloten door meerdere betonnen proppen met daartussen een opvulling van mijnsteen. Het mijnveld van de Laura werd nog steeds ontgonnen en was bereikbaar via de Julia-schachten.

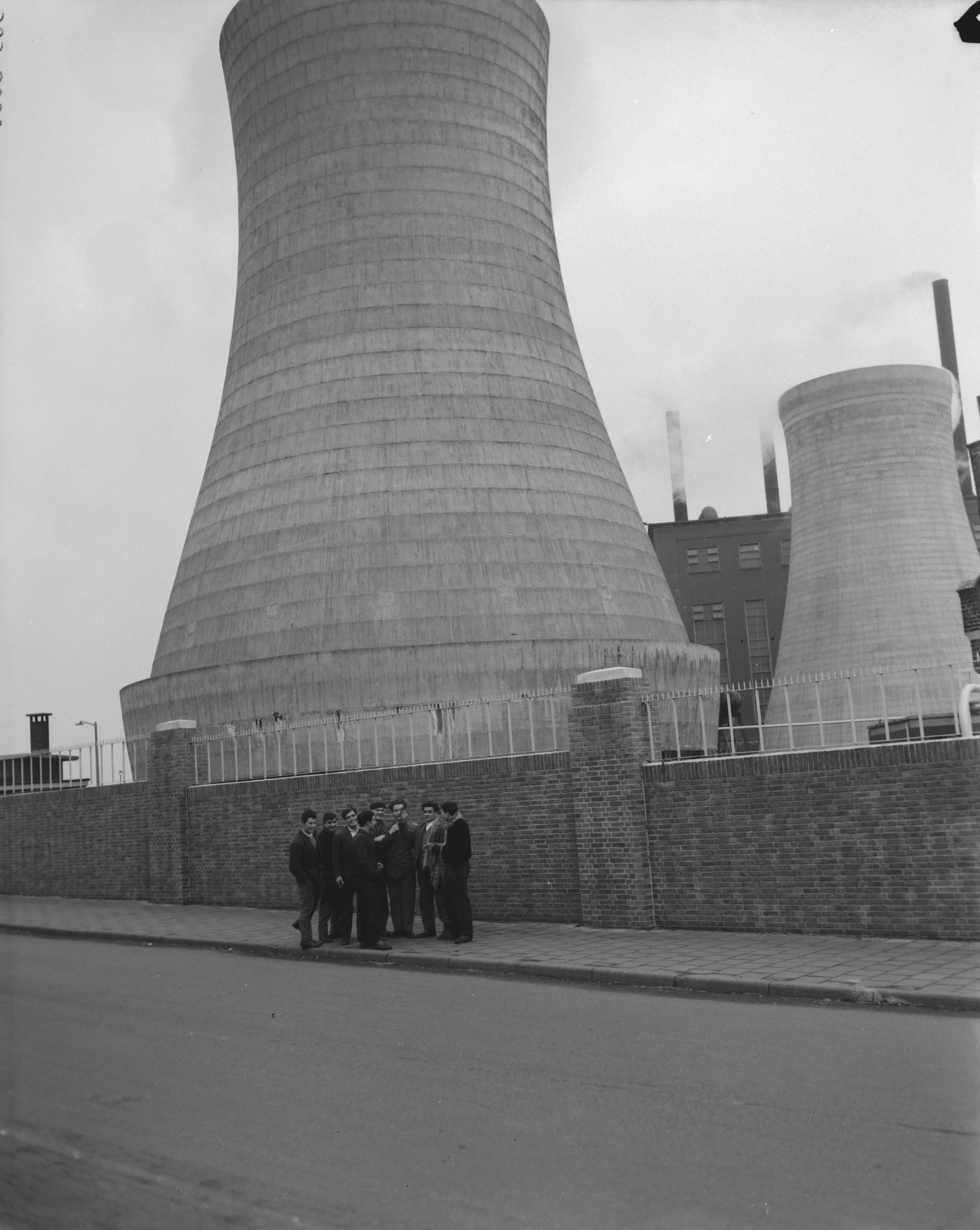
Aantal kompels bijeen nabij de ingang van de mijn (1958)

Op vrijdag 20 december 1974 werd de allerlaatste kolenwagen naar boven gehaald en werd de Julia gesloten. Daarmee ging de op een na laatste steenkoolmijn van Nederland dicht. De allerlaatste mijn, de Oranje-Nassau I te Heerlen volgde anderhalve week later, op dinsdag 31 december 1974. De steenkolenwinning in Nederland was daarmee tot een einde gekomen.

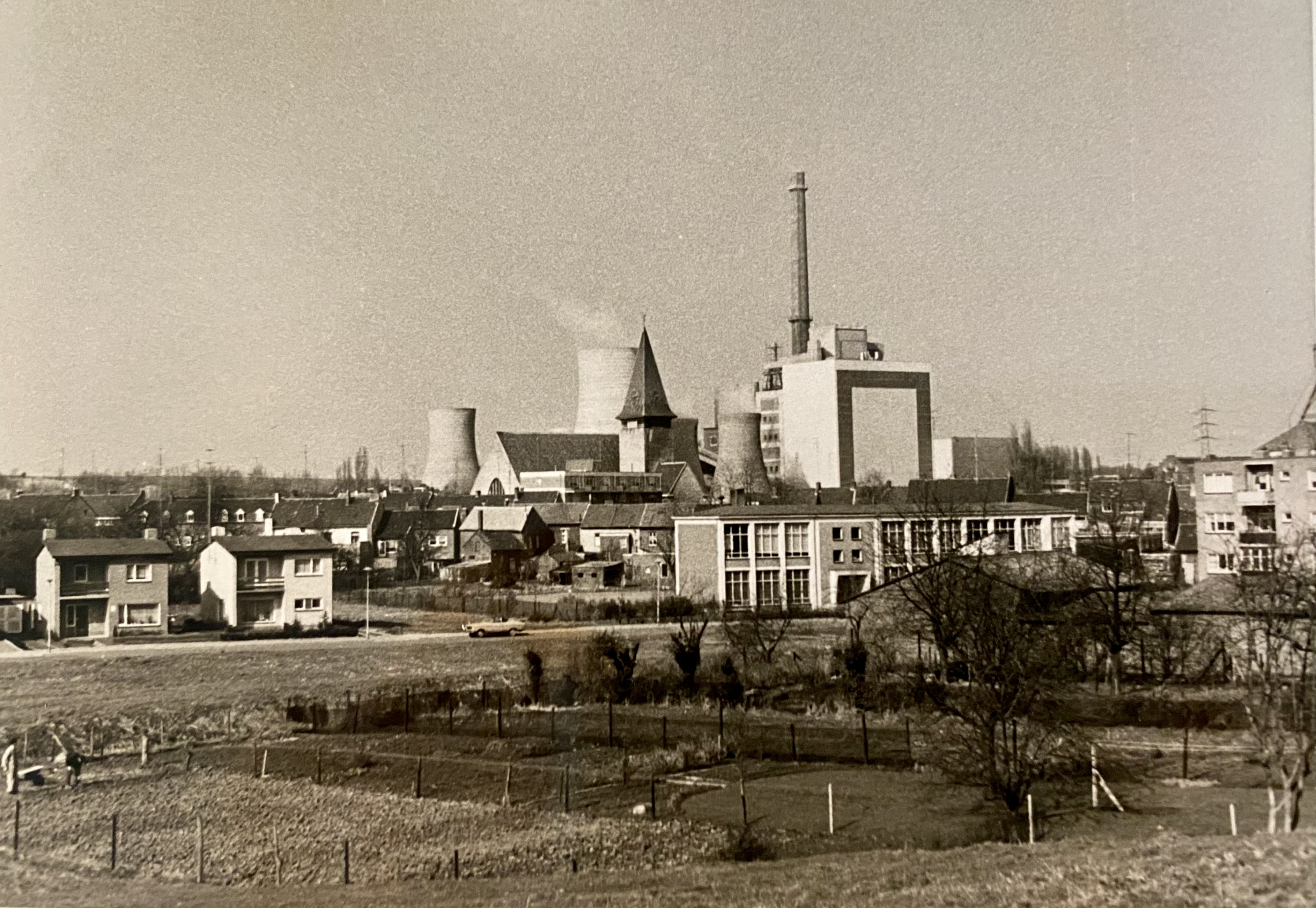
Een foto van de Julia mijn genomen in 1970

De elektrische hogedrukcentrale van de mijn, die pas in 1965 in gebruik werd genomen, bleef tot 1987 in bedrijf. Het terrein van de Julia is later ingericht als industrieterrein. Van de mijn bleef weinig meer over: alleen de gebouwen van de voormalige OVS (Ondergrondse Vakschool), de mechanische werkplaats en een groot gedeelte van de bakstenen omheining staan anno 2022 nog overeind.
Op het terrein van de voormalige mijn werd een voertuig- en wapenopslag voor het Amerikaanse leger ingericht, onder de naam NL-POMS (Prepositioned Organizational Material Storage). Ook de naam Combat Equipment Base (CEB) was in gebruik. In 2006 werd de POMS-site gesloten, wat leidde tot een verlies van 155 arbeidsplaatsen. Ter compensatie kwam hier een deel van het Financieel Administratie- en Beheerkantoor (FABK) van Defensie. In 2012 was nog sprake van sluiting van het complex. In 2016 werd besloten hier weer een Amerikaans wapendepot in te richten, waarbij het FABK naar de Kromhoutkazerne te Utrecht zou verhuizen, wat in 2017 zijn beslag zal krijgen. 1600 voertuigen zullen worden gestationeerd in het zogenaamde APS-E (Army Prepositioned Stocks Eygelshoven).